# Rue Gaston-Boissier
La rue Gaston-Boissier est une voie du 15e arrondissement de Paris, en France.

## Situation et accès
La rue Gaston-Boissier est une voie publique située dans le 15e arrondissement de Paris. Elle débute avenue de la Porte-de-Plaisance et se termine avenue Albert-Bartholomé.
Le seul immeuble du côté impair de la rue est le Laboratoire national de métrologie et d'essais (no 1), construit par André Granet en style néo-classique entre 1940 et 1962. Du côté pair, la rue longe la Crèche de la Plaine et son cours, puis un club bouliste (no 10).

## Origine du nom

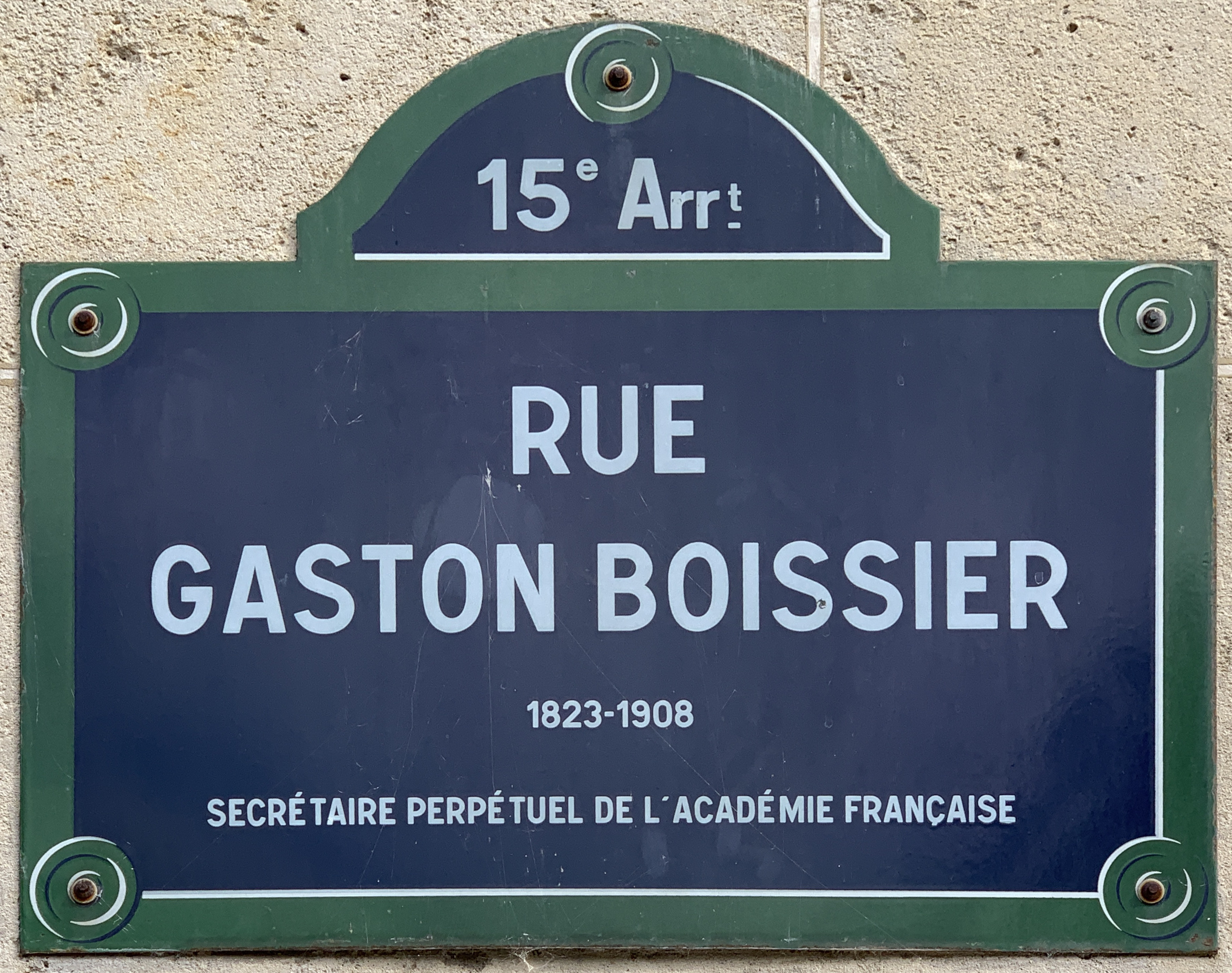
Plaque de la rue.

La rue a été nommée en l'honneur de l’ historien et philologue français Gaston Boissier (1823-1908).

## Historique
La voie a été ouverte et a pris sa dénomination actuelle en 1933 sur l'emplacement du bastion no 73 de l'enceinte de Thiers. 